# Carolina Seuerling
Carolina Fredrika Seuerling, född 20 juni 1769 i Hammars församling, Örebro län, död 17 januari 1821 i Almby församling, Örebro län, var en svensk skådespelare. Hon nämns som en av de främsta medlemmarna vid Seuerlings teatersällskap och var en populär landsortsskådespelare i Sverige och Finland.

## Biografi
Carolina Seuerling var dotter till Carl Seuerling och Margareta Lindahl. Hon var syster till lantmätare Carl Fredrik Seijerling (1770–1838), skådespelaren Gustaf Wilhelm Seuerling, skolläraren Gottfrid Ferdinand Seuerling (1775–1826), musikern Charlotta Seuerling (1782–1828) och guvernanten Gustafva Margaretha Seuerling (1786–1863). 
Trots att Seuerlings teatersällskap tillsammans med Stenborgs Sällskap, såvitt är känt, var landsortens enda svenskspråkiga teatersällskapet fram till 1790-talet, är dess medlemmar mycket dåligt kända, och informationen om dem begränsar sig oftast till endast några namn och datum. Endast vid ett tillfälle, vid deras besök i Falun hösten 1788, finns en fullständig förteckning över truppens medlemmar, och de anges då som förutom direktören själv som "han sjelf med dotter och son, acteurerne Appelqvist med fru, Lindqvist och Edelman, actriserna Nyendahl, Nordström och Sundberg samt pigan Jacobina Niirenbach." Carolina Seuerling var därmed en av få medlemmar av sällskapet om vilken det finns mer information.  Utöver henne nämns Adelaide Neijendahl (stavad Nyendahl i förteckningen från Falun 1788; död 1810), som var särskilt känd för sin roll i Susanna i Babylon.
Carolina Seuerling beskrivs som näst efter modern den främsta kvinnliga aktören i teatersällskapet och som truppens primadonna.  Hon spelade tio år gammal huvudrollen i tragedin Iphigenia i Jönköping till stort bifall, där det i Hwad Nytt? Hwad Nytt? sades att »hvaruti lilla Mamsel Seuerling, som spelar med en förträffelig gras sin role, är hufvud-personen», och 1782 hyllades hon för sin roll som Zayra i Norrköping där hon ska ha spelat »med allas aplause».  År 1788 spelade hon Fama i »Gustaf Wasa», i Falun, där hon enligt Falu Veckoblad uppträdde »med utmärkt behag, liflighet och styrka».  En finsk teateranteckning beskriver henne vid det Seuerlingska sällskapets första besök i Finland 1786 som: »en ung elegant aktris, hvilken bland sina beundrare räknade i en senare tid historiskt ryktbara personer».  Genealogen Klercker skrev om Carolina Seuerling: »en hygglig, anständig flicka; spelte på fadrens teater och följde honom på dess resor; var äfven på Sveaborg». 
Hennes yngsta syster återgav en anekdot om hur Carolina en gång spelade Eva i »Verldens skapelse» i trikå, upptäckte fadern något fel i hennes kostym och tillrättavisade henne så »att åskådarinnorna måste fälla sina ögons ridåer».  
Carolina Seuerling avslutade sin karriär då hon 1789 gifte sig med rektorn vid Örebro högre läroverk och kyrkoherden i Eker, Gerhard Reinhold Hoijer (död 1820), med vilken hon fick flera barn. Äktenskapet beskrivs som lyckligt.